# Llista d'ocells de Finlàndia
Aquesta llista d'ocells de Finlàndia inclou totes les espècies d'ocells trobats a Finlàndia: 446, de les quals 10 estan globalment amenaçades d'extinció i 4 hi foren introduïdes.
Els ocells s'ordenen per ordre i famílies i espècies.

## Anseriformes

### Anatidae
- Cygnus olor
- Cygnus columbianus
- Cygnus cygnus
- Anser fabalis
- Anser brachyrhynchus
- Anser albifrons
- Anser erythropus
- Anser anser
- Anser caerulescens
- Branta canadensis
- Branta leucopsis
- Branta bernicla
- Branta ruficollis
- Tadorna ferruginea
- Tadorna tadorna
- Aix galericulata
- Anas penelope
- Anas americana
- Anas strepera
- Anas crecca
- Anas carolinensis
- Anas platyrhynchos
- Anas rubribes
- Anas acuta
- Anas querquedula
- Anas discors
- Anas clypeata
- Netta rufina
- Aythya ferina
- Aythya collaris
- Aythya nyroca
- Aythya fuligula
- Aythya marila
- Aythya affinis
- Somateria mollissima
- Somateria spectabilis
- Polysticta stelleri
- Histrionicus histrionicus
- Clangula hyemalis
- Melanitta nigra
- Melanitta perspicillata
- Melanitta fusca
- Bucephala clangula
- Mergus albellus
- Mergus serrator
- Mergus merganser
- Oxyura jamaicensis

## Galliformes

### Tetraonidae
- Bonasa bonasia
- Lagopus lagopus
- Lagopus muta
- Tetrao tetrix
- Tetrao urogallus

### Phasianidae
- Perdix perdix
- Coturnix coturnix
- Phasianus colchicus

## Gaviiformes

### Gaviidae
- Gavia stellata
- Gavia arctica
- Gavia immer
- Gavia adamsii

## Podicipediformes

### Podicipedidae
- Tachybaptus ruficollis
- Podiceps cristatus
- Podiceps grisegena
- Podiceps auritus
- Podiceps nigricollis

## Procellariiformes

### Procellariidae
- Fulmarus glacialis
- Puffinus griseus
- Puffinus puffinus

### Hydrobatidae
- Hydrobates pelagicus
- Oceanodroma leucorhoa
- Oceanodroma castro

## Pelecaniformes

### Sulidae
- Morus bassanus

### Phalacrocoracidae
- Phalacrocorax carbo
- Phalacrocorax aristotelis

### Pelecanidae
- Pelecanus onocrotalus

## Ciconiiformes

### Ardeidae
- Botaurus stellaris
- Ixobrychus minutus
- Nycticorax nycticorax
- Bubulcus ibis
- Ardeola ralloides
- Egretta garzetta
- Egretta alba
- Ardea cinerea
- Ardea purpurea

### Ciconiidae
- Ciconia nigra
- Ciconia ciconia

### Threskiornithidae
- Plegadis falcinellus
- Platalea leucorodia

## Falconiformes

### Accipitridae
- Pernis apivorus
- Milvus migrans
- Milvus milvus
- Haliaeetus leucoryphus
- Haliaeetus albicilla
- Neophron percnopterus
- Gyps fulvus
- Circaetus gallicus
- Circus aeruginosus
- Circus cyaneus
- Circus macrourus
- Circus pygargus
- Accipiter gentilis
- Accipiter nisus
- Buteo buteo
- Buteo rufinus
- Buteo lagopus
- Aquila pomarina
- Aquila clanga
- Aquila nipalensis
- Aquila heliaca
- Aquila chrysaetos
- Hieraaetus pennatus

### Pandionidae
- Pandion haliaetus

### Falconidae
- Falco naumanni
- Falco tinnunculus
- Falco vespertinus
- Falco columbarius
- Falco subbuteo
- Falco eleonorae
- Falco cherrug
- Falco rusticolus
- Falco peregrinus

## Gruiformes

### Rallidae
- Rallus aquaticus
- Porzana porzana
- Porzana parva
- Porzana pusilla
- Crex crex
- Gallinula chloropus
- Porphyrio alleni
- Fulica atra

### Gruidae
- Grus grus
- Grus virgo

### Otididae
- Tetrax tetrax
- Chlamydotis macqueenii
- Otis tarda

## Charadriiformes

### Haematopodidae
- Haematopus ostralegus

### Recurvirostridae
- Himantopus himantopus
- Recurvirostra avosetta

### Burhinidae
- Burhinus oedicnemus

### Glareolidae
- Cursorius cursor
- Glareola pratincola
- Glareola nordmanni

### Charadriidae
- Charadrius dubius
- Charadrius hiaticula
- Charadrius alexandrinus
- Charadrius leschenaultii
- Charadrius asiaticus
- Charadrius veredus
- Charadrius morinellus
- Pluvialis fulva
- Pluvialis apricaria
- Pluvialis squatarola
- Vanellus gregarius
- Vanellus leucurus
- Vanellus vanellus

### Scolopacidae
- Calidris canutus
- Calidris alba
- Calidris ruficollis
- Calidris minuta
- Calidris temminckii
- Calidris minutilla
- Calidris fuscicollis
- Calidris bairdii
- Calidris melanotos
- Calidris acuminata
- Calidris ferruginea
- Calidris himantopus
- Calidris maritima
- Calidris alpina
- Limicola falcinellus
- Tryngites subruficollis
- Philomachus pugnax
- Lymnocryptes minimus
- Gallinago gallinago
- Gallinago media
- Limnodromus scolopaceus
- Scolopax rusticola
- Limosa limosa
- Limosa lapponica
- Numenius minutus
- Numenius phaeopus
- Numenius arquata
- Tringa erythropus
- Tringa totanus
- Tringa stagnatilis
- Tringa nebularia
- Tringa flavipes
- Tringa ochropus
- Tringa glareola
- Xenus cinereus
- Actitis hypoleucos
- Actitis macularius
- Catoptrophorus semipalmatus
- Arenaria interpres
- Phalaropus tricolor
- Phalaropus lobatus
- Phalaropus fulicarius

### Stercorariidae
- Stercorarius pomarinus
- Stercorarius parasiticus
- Stercorarius longicaudus
- Stercorarius skua

### Laridae
- Larus melanocephalus
- Larus atricilla
- Larus pipixcan
- Larus minutus
- Larus sabini
- Larus ridibundus
- Larus genei
- Larus canus
- Larus fuscus
- Larus argentatus
- Larus cachinnans
- Larus michahellis
- Larus glaucoides
- Larus hyperboreus
- Larus marinus
- Rhodostethia rosea
- Rissa tridactyla
- Pagophila eburnea

### Sternidae
- Sterna nilotica
- Sterna caspia
- Sterna sandvicensis
- Sterna hirundo
- Sterna paradisaea
- Sterna albifrons
- Chlidonias hybrida
- Chlidonias niger
- Chlidonias leucopterus

### Alcidae
- Uria aalge
- Uria lomvia
- Alca torda
- Cepphus grylle
- Alle alle
- Fratercula arctica

## Pterocliformes

### Pteroclidae
- Syrrhaptes paradoxus

## Columbiformes

### Columbidae
- Columba livia
- Columba oenas
- Columba palumbus
- Streptopelia decaocto
- Streptopelia turtur
- Streptopelia orientalis

## Cuculiformes

### Cuculidae
- Clamator glandarius
- Cuculus canorus

## Strigiformes

### Tytonidae
- Tyto alba

### Strigidae
- Bubo bubo
- Bubo scandiacus
- Surnia ulula
- Glaucidium passerinum
- Athene noctua
- Strix aluco
- Strix uralensis
- Strix nebulosa
- Asio otus
- Asio flammeus
- Aegolius funereus

## Caprimulgiformes

### Caprimulgidae
- Caprimulgus europaeus

## Apodiformes

### Apodidae
- Hirundapus caudacutus
- Apus apus
- Apus pallidus
- Apus melba
- Apus caffer

## Coraciiformes

### Alcedinidae
- Alcedo atthis

### Meropidae
- Merops persicus
- Merops apiaster

### Coraciidae
- Coracias garrulus

### Upupidae
- Upupa epops

## Piciformes

### Picidae
- Jynx torquilla
- Picus canus
- Picus viridis
- Dryocopus martius
- Dendrocopos major
- Dendrocopos leucotos
- Dendrocopos minor
- Picoides tridactylus

## Passeriformes

### Alaudidae
- Melanocorypha calandra
- Melanocorypha bimaculata
- Melanocorypha leucoptera
- Melanocorypha yeltoniensis
- Calandrella brachydactyla
- Calandrella rufescens
- Galerida cristata
- Lullula arborea
- Alauda arvensis
- Eremophila alpestris

### Hirundinidae
- Riparia riparia
- Ptyonoprogne rupestris
- Hirundo rustica
- Hirundo daurica
- Delichon urbicum

### Motacillidae
- Anthus richardi
- Anthus godlewskii
- Anthus campestris
- Anthus hodgsoni
- Anthus trivialis
- Anthus gustavi
- Anthus pratensis
- Anthus cervinus
- Anthus petrosus
- Motacilla flava
- Motacilla citreola
- Motacilla cinerea
- Motacilla alba

### Bombycillidae
- Bombycilla garrulus

### Cinclidae
- Cinclus cinclus

### Troglodytidae
- Troglodytes troglodytes

### Prunellidae
- Prunella modularis
- Prunella montanella
- Prunella atrogularis
- Prunella collaris

### Turdidae
- Cercotrichas galactotes
- Erithacus rubecula
- Luscinia luscinia
- Luscinia megarhynchos
- Luscinia calliope
- Luscinia svecica
- Tarsiger cyanurus
- Phoenicurus ochruros
- Phoenicurus phoenicurus
- Saxicola rubetra
- Saxicola torquatus
- Oenanthe isabellina
- Oenanthe oenanthe
- Oenanthe pleschanka
- Oenanthe hispanica
- Oenanthe deserti
- Monticola saxatilis
- Monticola solitarius
- Zoothera dauma
- Catharus ustulatus
- Turdus torquatus
- Turdus merula
- Turdus obscurus
- Turdus naumanni
- Turdus ruficollis
- Turdus pilaris
- Turdus philomelos
- Turdus iliacus
- Turdus viscivorus

### Sylviidae
- Locustella lanceolata
- Locustella naevia
- Locustella fluviatilis
- Locustella luscinioides
- Acrocephalus aedon
- Acrocephalus paludicola
- Acrocephalus schoenobaenus
- Acrocephalus scirpaceus
- Acrocephalus palustris
- Acrocephalus dumetorum
- Acrocephalus agricola
- Acrocephalus arundinaceus
- Hippolais pallida
- Hippolais caligata
- Hippolais rama
- Hippolais icterina
- Sylvia atricapilla
- Sylvia borin
- Sylvia nisoria
- Sylvia curruca
- Sylvia communis
- Sylvia nana
- Sylvia undata
- Sylvia cantillans
- Sylvia melanocephala
- Sylvia rueppelli
- Phylloscopus coronatus
- Phylloscopus trochiloides
- Phylloscopus borealis
- Phylloscopus proregulus
- Phylloscopus inornatus
- Phylloscopus humei
- Phylloscopus schwarzi
- Phylloscopus fuscatus
- Phylloscopus bonelli
- Phylloscopus orientalis
- Phylloscopus sibilatrix
- Phylloscopus collybita
- Phylloscopus trochilus
- Regulus regulus
- Regulus ignicapilla

### Muscicapidae
- Muscicapa striata
- Ficedula parva
- Ficedula albicollis
- Ficedula hypoleuca

### Paradoxornithidae
- Panurus biarmicus

### Aegithalidae
- Aegithalos caudatus

### Paridae
- Parus palustris
- Parus montanus
- Parus cinctus
- Parus cristatus
- Parus ater
- Parus caeruleus
- Parus cyanus
- Parus major

### Sittidae
- Sitta europaea

### Certhiidae
- Certhia familiaris

### Remizidae
- Remiz pendulinus

### Oriolidae
- Oriolus oriolus

### Laniidae
- Lanius isabellinus
- Lanius collurio
- Lanius minor
- Lanius excubitor
- Lanius meridionalis
- Lanius senator
- Lanius nubicus

### Corvidae
- Garrulus glandarius
- Perisoreus infaustus
- Pica pica
- Nucifraga caryocatactes
- Corvus monedula
- Corvus dauuricus
- Corvus frugilegus
- Corvus corone cornix
- Corvus corax

### Sturnidae
- Sturnus vulgaris
- Sturnus roseus

### Passeridae
- Passer domesticus
- Passer hispaniolensis
- Passer montanus

### Fringillidae
- Fringilla coelebs
- Fringilla montifringilla
- Serinus serinus
- Carduelis chloris
- Carduelis carduelis
- Carduelis spinus
- Carduelis cannabina
- Carduelis flavirostris
- Carduelis flammea
- Carduelis hornemanni
- Loxia leucoptera
- Loxia curvirostra
- Loxia pytyopsittacus
- Bucanetes githagineus
- Carpodacus erythrinus
- Pinicola enucleator
- Pyrrhula pyrrhula
- Coccothraustes coccothraustes

### Emberizidae
- Zonotrichia albicollis
- Calcarius lapponicus
- Plectrophenax nivalis
- Emberiza spodocephala
- Emberiza leucocephalos
- Emberiza citrinella
- Emberiza buchanani
- Emberiza hortulana
- Emberiza caesia
- Emberiza rustica
- Emberiza pusilla
- Emberiza rutila
- Emberiza aureola
- Emberiza schoeniclus
- Emberiza melanocephala
- Emberiza calandra[1]